# The John Glenn Story
The John Glenn Story is een Amerikaanse documentaire van 30 minuten, die in 1962 uitkwam vlak nadat John Glenn terugkwam uit de ruimte. De film toont interviews met mensen die John hebben zien opgroeien, zoals familieleden en leraren, en legt uit hoe John het uiteindelijk bereikt heeft dat hij als eerste Amerikaan om de aarde draaide. De film werd genomineerd voor een Oscar voor beste korte film. In 1998 kwam het vervolg, The John Glenn Story: A Return to Space op tv. Deze film vertelt hoe Glenn op 77-jarige leeftijd terug de ruimte in ging.

## Verwijzingen
- (en)   The John Glenn Story in de Internet Movie Database
- Gratis Download - Archive